# The Thundermans
The Thundermans foi uma série de televisão de comédia americana criada por Jed Spingarn que conta a história de uma família de super-heróis. A Nickelodeon anunciou que encomendou 20 episódios para a primeira temporada da série. A pré-estreia da série foi em 14 de outubro de 2013. A série estreou oficialmente em 2 de novembro de 2013. Ela é estrelada por Kira Kosarin, Jack Griffo, Addison Riecke, Diego Velazquez, Chris Tallman, Rosa Blasi e Maya Le Clark. A estreia recebeu 2,4 milhões de telespectadores.
A série rende boa audiência, sempre ficando em uma média de 1,8 milhões de telespectadores nos Estados Unidos. No Brasil, é exibida pelo SBT desde 20 de maio de 2017, substituindo parte da série Kenan & Kel e sendo substituída por Henry Danger, aos sábados, às 12h30. Sua estreia rendeu 6.1 de audiência e a vice-liderança. Desde 16 de outubro de 2017, o programa está sendo exibido dentro do Bom Dia & Cia às 14h15, substituindo Sam & Cat.
Em 17 de novembro de 2017, a série foi oficialmente cancelada pela Nickelodeon, juntamente com Nicky, Ricky, Dicky & Dawn e School of Rock. No geral, a série foi finalizada em 25 de maio de 2018, totalizando 103 episódios e quatro temporadas.

## Premissa
A série fala sobre uma família com superpoderes, os Thundermans, que se mudam para a cidade fictícia e suburbana Hiddenville, em Ilinóis, para viver uma vida normal, mas manter as identidades secretas da família em segredo total, não irá ser tão fácil. A série foca nos gêmeos Phoebe, que está treinando para ser uma grande super-heroína, e Max, que tenta ser um grande supervilão.

## Elenco
| Kira Kosarin    | Phoebe Thunderman | Bruna Laynes                              | Regular | Regular | Regular    | Regular |
| Jack Griffo     | Max Thunderman    | Yan Gesteira                              | Regular | Regular | Regular    | Regular |
| Addison Riecke  | Nora Thunderman   | Pamella Rodrigues                         | Regular | Regular | Regular    | Regular |
| Diego Velazquez | Billy Thunderman  | Yago Machado                              | Regular | Regular | Regular    | Regular |
| Chris Tallman   | Hank Thunderman   | Mauro Ramos (1ª voz) Bruno Rocha (2ª voz) | Regular | Regular | Regular    | Regular |
| Rosa Blasi      | Barb Thunderman   | Angélica Borges                           | Regular | Regular | Regular    | Regular |
| Maya Le Clark   | Chloe Thunderman  | Bia Menezes/Ana Lúcia Menezes             | —       | —       | Recorrente | Regular |

## Produção
Em 3 de Agosto de 2012, a Nickelodeon anunciou The Thundermans como uma de seus próximos programas de aventura e comédia.
As filmagens começaram em meados de fevereiro de 2013 nos studios da Paramount Studios em Los Angeles. O piloto foi filmado em outubro de 2012. Em 20 de dezembro de 2013, a série foi renovada para uma segunda temporada. A segunda temporada estreou em 13 de setembro de 2014. Em 4 de março de 2015, a série foi renovada para uma terceira temporada. A terceira temporada estreou em 27 de junho de 2015. Em 2 de março de 2016, a série foi renovada para uma quarta temporada, que estreou em 22 de outubro de 2016. A Nickelodeon encomendou seis episódios adicionais para a quarta temporada da série em 16 de maio de 2017, o que levaria a série a mais de 100 episódios no total. Em 27 de julho de 2017, a Nickelodeon divulgou um comunicado ao J-14, afirmando que a série foi encerrada após quatro temporadas e 98 episódios produzidos.

## Episódios
| Temporadas | Temporadas | Episódios | Exibição original      | Exibição original    | Exibição no Brasil      | Exibição no Brasil     | Exibição em Portugal   | Exibição em Portugal    |
| Temporadas | Temporadas | Episódios | Estreia                | Final                | Estreia                 | Final                  | Estreia                | Final                   |
| ---------- | ---------- | --------- | ---------------------- | -------------------- | ----------------------- | ---------------------- | ---------------------- | ----------------------- |
|            | 1          | 20        | 14 de outubro de 2013  | 7 de junho de 2014   | 10 de abril de 2014     | 13 de novembro de 2014 | 7 de abril de 2014     | 26 de setembro de 2014  |
|            | 2          | 24        | 13 de setembro de 2014 | 28 de março de 2015  | 16 de fevereiro de 2015 | 23 de julho de 2015    | 9 de fevereiro de 2015 | 29 de outubro de 2015   |
|            | 3          | 25        | 27 de junho de 2015    | 13 de agosto de 2016 | 18 de janeiro de 2016   | 6 de abril de 2017     | 10 de março de 2016    | 28 de fevereiro de 2017 |
|            | 4          | 32        | 22 de outubro de 2016  | 25 de maio de 2018   | 31 de maio de 2017      | 14 de setembro de 2018 | 7 de abril de 2017     | 27 de setembro de 2018  |

## Prêmios e indicações
| Ano  | Premiação                         | Categoria                                | Recebido por    | Resultado | Ref.   |
| ---- | --------------------------------- | ---------------------------------------- | --------------- | --------- | ------ |
| 2014 | Kids' Choice Awards               | Ator de TV Favorito                      | Jack Griffo     | Indicado  |        |
| 2015 | Kids' Choice Awards               | Ator de TV Favorito                      | Jack Griffo     | Indicado  |        |
| 2015 | Kids' Choice Awards               | Atriz de TV Favorita                     | Kira Kosarin    | Indicada  |        |
| 2016 | Kids' Choice Awards               | Ator de TV Favorito - Programa Infantil  | Jack Griffo     | Indicado  | [ 18 ] |
| 2016 | Kids' Choice Awards               | Atriz de TV Favorita - Programa Infantil | Kira Kosarin    | Indicado  | [ 18 ] |
| 2016 | Kids' Choice Awards               | Programa de TV Favorito - Infantil       | The Thundermans | Venceu    | [ 18 ] |
| 2016 | British Academy Children's Awards | BAFTA Kids' Vote - Televisão             | The Thundermans | Indicado  | [ 19 ] |
| 2017 | Kids' Choice Awards               | Ator de TV Favorito - Programa Infantil  | Jack Griffo     | Indicado  | [ 20 ] |
| 2017 | Kids' Choice Awards               | Atriz de TV Favorita - Programa Infantil | Kira Kosarin    | Indicada  | [ 20 ] |
| 2017 | Kids' Choice Awards               | Programa de TV Favorito - Infantil       | The Thundermans | Indicado  | [ 20 ] |
| 2018 | Kids' Choice Awards               | Ator de TV Favorito - Programa Infantil  | Jack Griffo     | Indicado  | [ 21 ] |
| 2018 | Kids' Choice Awards               | Atriz de TV Favorita - Programa Infantil | Kira Kosarin    | Indicada  | [ 21 ] |
| 2018 | Kids' Choice Awards               | Programa de TV Favorito - Infantil       | The Thundermans | Indicado  | [ 21 ] |

## Filme
Em 2 de março de 2023, foi confirmado pela Nickelodeon um filme do seriado, intitulado como "The Thundermans Return", estrelando os membros do elenco que retornam Kira Kosarin, Jack Griffo , Addison Riecke, Diego Velazquez, Maya Le Clark, Chris Tallman e Rosa Blasi . As filmagens começaram em Los Angeles em abril de 2023.